# 当卢
当卢（法語：Damloup，法語發音：[dɑ̃lu]）是法国默兹省的一个市镇，位于该省北部，属于凡尔登区。

## 地理
当卢（49°12'5"N, 5°29'29"E）面积5.28 平方千米，位于法国大東部大區默兹省，该省份为法国西北部内陆省份，北与比利时接壤，西接马恩省和阿登省，南至上马恩省和孚日省，东临默尔特-摩泽尔省。
与当卢接壤的市镇（或旧市镇、城区）包括：阿博库尔-欧特库尔、迪耶普苏杜欧蒙、埃镇、弗勒里德旺杜欧蒙、杜欧蒙-沃。
当卢的时区为UTC+01:00、UTC+02:00（夏令时）。

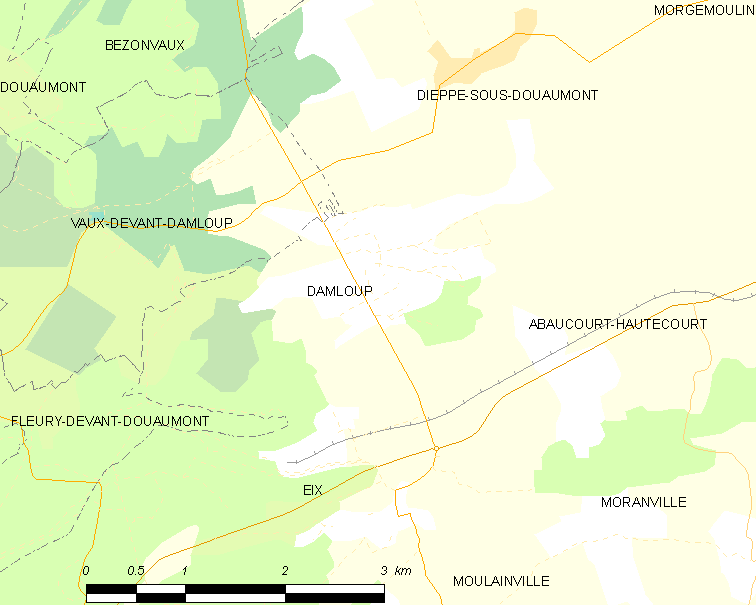
当卢的OSM定位图

## 行政
当卢的邮政编码为55400，INSEE市镇编码为55143。

## 政治
当卢所属的省级选区为默兹河畔贝尔维尔县。

## 交通
默兹省省道D24线经过当卢。

## 人口

1962-2008年间当卢人口变化图示

当卢于2022年1月1日时的人口数量为126人。